# كريشنا (مقاطعة هندية)
كريشنا رمزها «KR» (بالإنجليزية: Krishna)‏ ، هو تقسيم إداري لدولة الهند تتبع ولاية أندرا برديش (بالإنجليزية: Andhra  Pradesh)‏ ، مركزها هو مدينة ماتشيليباتنام (بالإنجليزية: Machilipatnam)‏ عدد سكانها حسب تعداد سنة 2001 هو 4,218,416 ، مساحتها 8,727 كم² وكثافة السكان 483 لكل كم² .

## المناخ
يظهر الجدول التالي التغييرات المناخية على مدار السنة لكريشنا:
| البيانات المناخية لـكريشنا        | البيانات المناخية لـكريشنا | البيانات المناخية لـكريشنا | البيانات المناخية لـكريشنا | البيانات المناخية لـكريشنا | البيانات المناخية لـكريشنا | البيانات المناخية لـكريشنا | البيانات المناخية لـكريشنا | البيانات المناخية لـكريشنا | البيانات المناخية لـكريشنا | البيانات المناخية لـكريشنا | البيانات المناخية لـكريشنا | البيانات المناخية لـكريشنا | البيانات المناخية لـكريشنا |
| الشهر                             | يناير                      | فبراير                     | مارس                       | أبريل                      | مايو                       | يونيو                      | يوليو                      | أغسطس                      | سبتمبر                     | أكتوبر                     | نوفمبر                     | ديسمبر                     | المعدل السنوي              |
| --------------------------------- | -------------------------- | -------------------------- | -------------------------- | -------------------------- | -------------------------- | -------------------------- | -------------------------- | -------------------------- | -------------------------- | -------------------------- | -------------------------- | -------------------------- | -------------------------- |
| متوسط درجة الحرارة الكبرى °م (°ف) | 30.0 (86.0)                | 32.7 (90.9)                | 35.4 (95.7)                | 37.4 (99.3)                | 39.8 (103.6)               | 37.2 (99.0)                | 33.2 (91.8)                | 32.4 (90.3)                | 32.6 (90.7)                | 31.8 (89.2)                | 30.7 (87.3)                | 29.6 (85.3)                | 33.6 (92.5)                |
| متوسط درجة الحرارة الصغرى °م (°ف) | 18.7 (65.7)                | 20.1 (68.2)                | 22.4 (72.3)                | 25.5 (77.9)                | 27.5 (81.5)                | 27.0 (80.6)                | 25.4 (77.7)                | 25.1 (77.2)                | 25.1 (77.2)                | 24.0 (75.2)                | 21.3 (70.3)                | 19.1 (66.4)                | 23.4 (74.1)                |
| الهطول مم (إنش)                   | 0.9 (0.04)                 | 5.3 (0.21)                 | 9.6 (0.38)                 | 14.3 (0.56)                | 51.3 (2.02)                | 131.9 (5.19)               | 218.4 (8.60)               | 185.6 (7.31)               | 163.5 (6.44)               | 142 (5.6)                  | 51.3 (2.02)                | 6.7 (0.26)                 | 998.2 (39.30)              |
| متوسط أيام هطول الأمطار           | 0.1                        | 0.4                        | 0.5                        | 1.0                        | 3.1                        | 7.6                        | 12.6                       | 11.5                       | 8.8                        | 7.1                        | 2.8                        | 0.6                        | 56.1                       |
| المصدر: دائرة الأرصاد الجوية.     |                            |                            |                            |                            |                            |                            |                            |                            |                            |                            |                            |                            |                            |

## أعلام
- آزاد